# Ameur Derbal
Ameur Derbal, né le 1er juillet 1978 à Kairouan, est un joueur évoluant au poste de défenseur puis entraîneur tunisien de football.

## Clubs
- 1997-juillet 2001 : Jeunesse sportive kairouanaise (Tunisie)
- juillet 2001-juillet 2003 : Espérance sportive de Tunis (Tunisie)
- juillet 2003-juillet 2004 : Olympique de Béja (Tunisie)
- juillet 2004-janvier 2005 : Étoile olympique La Goulette Kram (Tunisie)
- janvier-juillet 2005 : Asswehly Sports Club (Libye)
- juillet 2005-juillet 2006 : Jeunesse sportive kairouanaise (Tunisie)
- juillet 2006-juillet 2007 : FK Kharkiv (Ukraine)
- juillet 2007-juillet 2009 : Jeunesse sportive kairouanaise (Tunisie)

En août 2017, il est nommé directeur sportif de la Jeunesse sportive kairouanaise avant d'en devenir l'entraîneur en octobre 2018.

## Palmarès
- Championnat de Tunisie : 2002, 2003